# Rivière Huron (rivière du Chêne)
Pour les articles homonymes, voir Huron (homonymie).
La rivière Huron est un affluent de la rive est de la rivière du Chêne laquelle se déverse sur la rive sud du fleuve Saint-Laurent. La rivière Huron coule dans les municipalités de Laurier-Station, Notre-Dame-du-Sacré-Cœur-d'Issoudun, Saint-Édouard-de-Lotbinière, Saint-Janvier-de-Joly et Leclercville, dans la municipalité régionale de comté (MRC) de Lotbinière, dans la région administrative du Chaudière-Appalaches, au Québec, au Canada.

## Géographie
Les principaux bassins versants voisins de la rivière Huron sont :
- côté nord : bras des Boucher, rivière du Bois Clair, rivière du Petit Sault, rivière Noire (rivière Huron), fleuve Saint-Laurent ;
- côté est : ruisseau Bois Franc-Pierreriche, ruisseau Bourret, rivière Rouge (rivière Beaurivage), rivière aux Pins (rivière Beaurivage), rivière Beaurivage ;
- côté sud : rivière aux Ormes (rivière Huron), rivière aux Cèdres, rivière du Chêne ;
- côté ouest : rivière du Chêne.

La rivière Huron prend sa source à la confluence du ruisseau de la "Tête de la rivière Huron" et d'un ruisseau drainant la partie nord du village de Laurier-Station. La "Tête de la Rivière Huron" coule sur 7,6 km vers l'est jusqu'à la limite intermunicipale de Laurier-Station et de Notre-Dame-du-Sacré-Cœur-d'Issoudun ; ce ruisseau draine la partie nord de Saint-Flavien et la zone est et sud de Laurier-Station.
À partir de sa source, la rivière Huron coule sur 20,6 km répartis selon les segments suivants :
- 1,2 km vers le nord-ouest, puis le nord-est, en traversant la route 271, jusqu'à la confluence du ruisseau Bois Franc-Pierriche ;
- 2,6 km vers le nord-ouest, jusqu'à la route 271 ;
- 3,7 km vers l'ouest, jusqu'à la limite de Saint-Janvier-de-Joly ;
- 3,0 km vers le sud-ouest, marquant la limite de Saint-Janvier-de-Joly et Notre-Dame-du-Sacré-Cœur-d'Issoudun, jusqu'à la limite intermunicipale de Saint-Édouard-de-Lotbinière ;
- 8,9 km (ou 5,0 km en ligne directe) vers le sud-ouest, en serpentant jusqu'à la limite de Leclercville ;
- 1,2 km vers l'ouest, dans Leclercville jusqu'à sa confluence.

La rivière Huron se déverse sur la rive est de la rivière du Chêne dans le rang Lucieville, à Leclercville.

## Toponymie
Le toponyme Rivière Huron a été officialisé le 5 décembre 1968 à la Commission de toponymie du Québec.